# Timo Konietzka
Timo Konietzka (2. srpna 1938, Lünen – 12. března 2012, Brunnen) byl německý fotbalista, útočník. Byl nejlepším střelcem Veletržního poháru 1965/1966. Po skončení aktivní kariéry působil jako trenér. V roce 1988 získal švýcarské občanství.

## Fotbalová kariéra
Začínal v Borussii Dortmund, se kterou v roce 1963 získal německý mistrovský titul a v roce 1965 DFB-Pokal. Dále hrál za TSV 1860 München, se kterým vyhrál v roce 1966 Bundesligu. Kariéru zakončil ve Švýcarsku, kde postoupil s FC Winterthur do ligy a s FC Curych dvakrát vyhrál pohár. V Poháru mistrů evropských zemí nastoupil v 10 utkáních a dal 8 gólů, v Poháru vítězů pohárů nastoupil ve 2 utkáních a ve Veletržním poháru nastoupil v 11 utkáních a dal 8 gólů. Za reprezentaci Německa nastoupil v letech 1962-1965 v 9 utkáních a dal 3 góly.

## Ligová bilance
| Ročník                                 | Zápasy | Góly | Klub              |
| -------------------------------------- | ------ | ---- | ----------------- |
| Fußball-Oberliga West 1958/1959        | 8      | 8    | Borussia Dortmund |
| Fußball-Oberliga West 1959/1960        | 29     | 25   | Borussia Dortmund |
| Fußball-Oberliga West 1960/1961        | 28     | 19   | Borussia Dortmund |
| Fußball-Oberliga West 1961/1962        | 16     | 13   | Borussia Dortmund |
| Fußball-Oberliga West 1962/1963        | 26     | 19   | Borussia Dortmund |
| Německá fotbalová Bundesliga 1963/1964 | 25     | 22   | Borussia Dortmund |
| Německá fotbalová Bundesliga 1964/1965 | 28     | 22   | Borussia Dortmund |
| Německá fotbalová Bundesliga 1965/1966 | 33     | 26   | TSV 1860 München  |
| Německá fotbalová Bundesliga 1966/1967 | 14     | 4    | TSV 1860 München  |
| 1. švýcarská liga 1968/1969            | 24     | 9    | FC Winterthur     |
| 1. švýcarská liga 1969/1970            | -      | 14   | FC Winterthur     |
| 1. švýcarská liga 1970/1971            | 26     | 14   | FC Winterthur     |
| 1. švýcarská liga 1971/1972            | 25     | 6    | FC Curych         |
| 1. švýcarská liga 1972/1973            | 8      | 0    | FC Curych         |
| CELKEM Německá fotbalová Bundesliga    | 100    | 74   |                   |
| CELKEM Fußball-Oberliga West           | 107    | 84   |                   |
| CELKEM 1. švýcarská liga               | -      | 43   |                   |